# Gränna
Gränna ( [ˈgrænːa]IPA) je obec v kraji Jönköping ve Švédsku. Žije zde přibližně 2 600 obyvatel. Obec byla založena v roce 1652 hrabětem Per Brahe a nachází se v Smålandu na východním břehu jezera Vättern, asi 40 km severně od Jönköpingu.
Město leží na úpatí hory Gränna a vyznačuje se strmými uličkami a starými dřevěnými domy.

## Historie
Až do reformy místní správy v roce 1971 tvořila Gränna a její bezprostřední okolí městskou samosprávu; od té doby se stala nedílnou součástí obce Jönköping.
Gränna je, navzdory své malé populaci, z historických důvodů často stále označována jako město. Švédsko však jako města počítá pouze lokality s více než 10 000 obyvateli.
Gränna je známá pro své červenobílé polkagris, bonbóny, známé také jako cukrové špalky. Toto bylo poprvé vyrobeno vdovou Amalia Eriksson v 1859. Socha Amálie stojí v parku na úpatí hory Gränna. Město je oblíbené u turistů a je spojovacím bodem pro trajektovou dopravu na ostrov Visingsö.
Balónista Salomon August Andrée, který zemřel při pokusu dosáhnout balónem severní pól, se narodil v Gränně. V Muzeu Grenna je trvalá výstava expedice spolu s ucelenou sbírkou souvisejících objektů a fotografií.

## Galerie

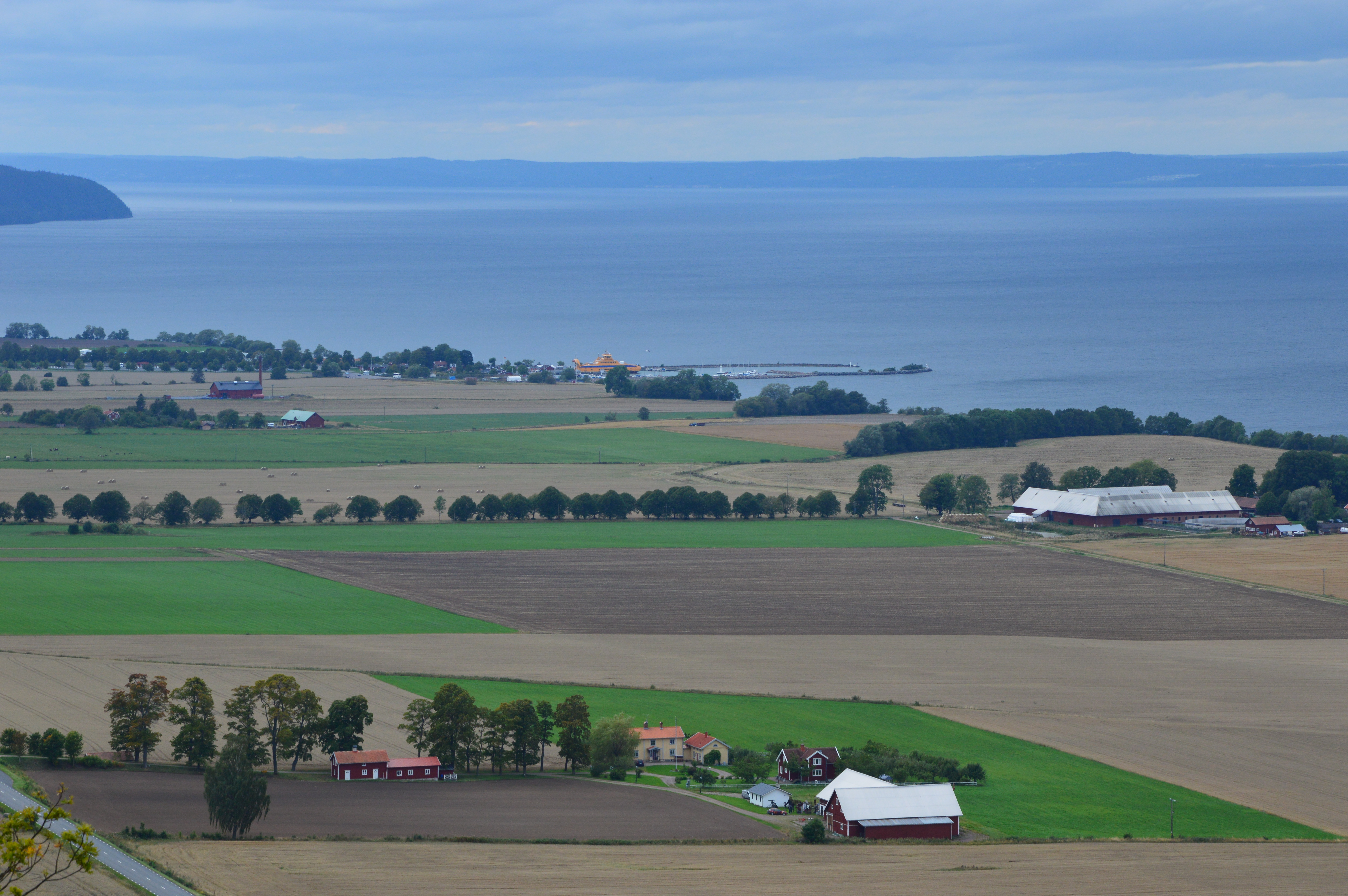
Přístav
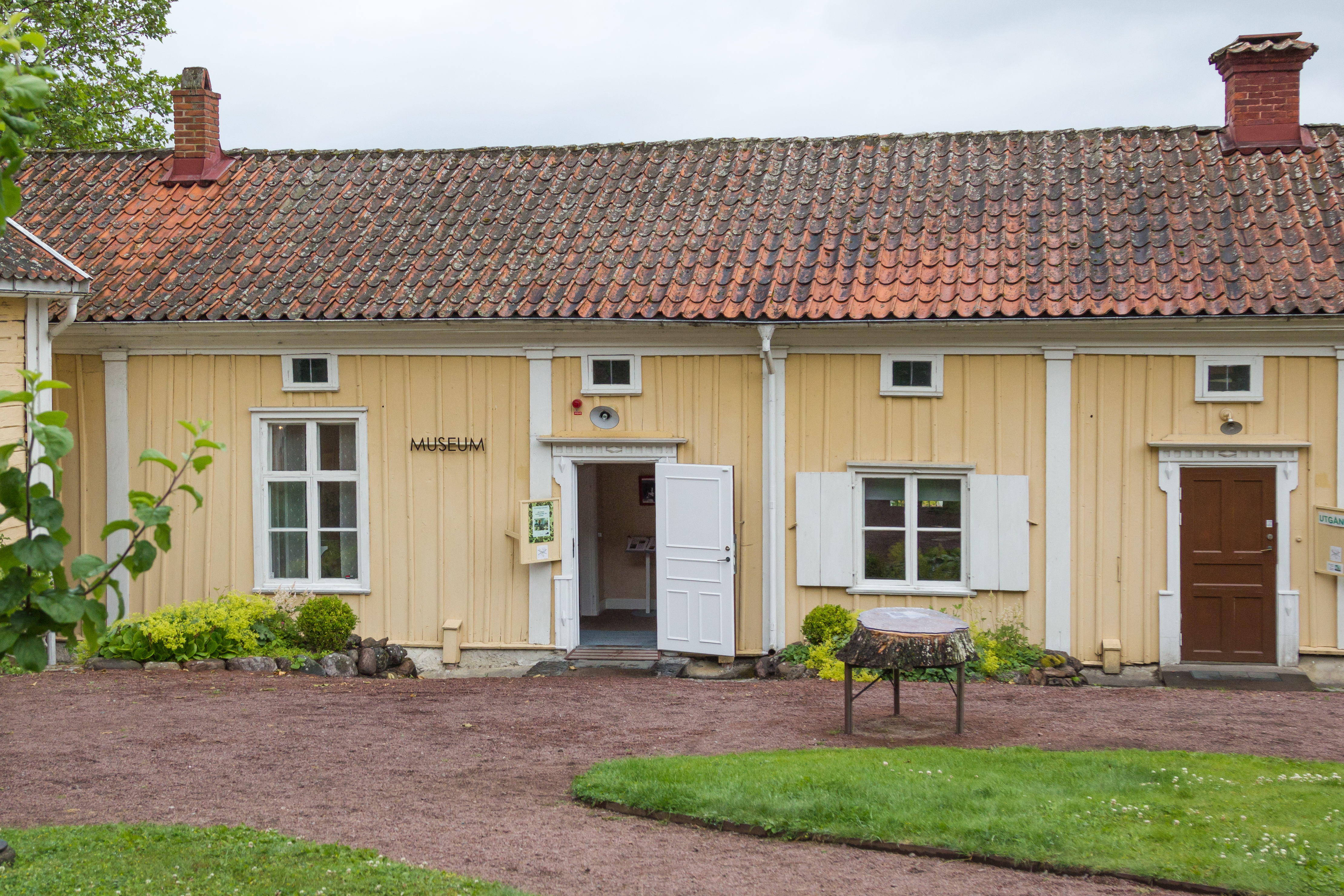
Místní muzeum
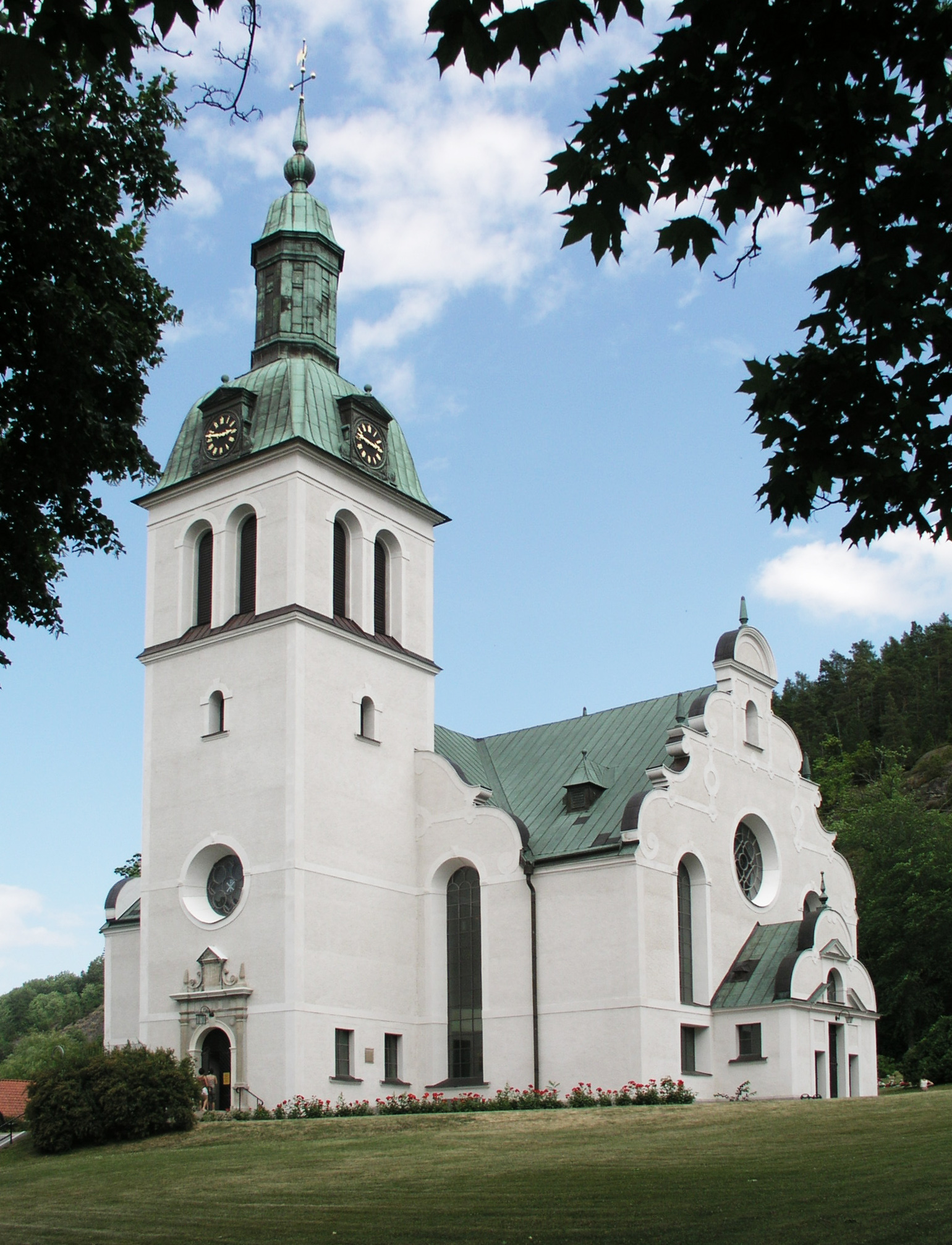
Kostel

## Gränna v populární kultuře
- Když Niklas Strömstedt psal ve švédštině texty pro muzikál Mamma Mia!, město Glasgow bylo nahrazeno městem Gränna jako místo, o kterých zpěvák zpívá v písni Super Trouper.